# Trijicon
Trijicon是一家位於美國密歇根州威克瑟姆，設計並生產軍用光學瞄具用品的公司。Trijicon專門研發使用氚、光纖、LED等發光方式的自發光瞄具及夜視儀。Trijicon的公司名来自于英文“氚”（tritium）和“像画”（icon）的结合，而字母“j”则是个起到方便连接作用的辅音。
Trijicon亦是為美國軍隊提供先進戰鬥光學瞄準鏡（ACOG）和RX01紅點鏡的承包商，其產品在軍警、民用市場亦有銷售。 

## 歷史
Trijicon的創辦人Glyn Bindon在1981年時成立Armson USA，主要進口銷售南非生產的氚-光纖自發光瞄具Armson OEG。Armson OEG發明於1981年，並於1983年發售。此款瞄具因提供了多種手槍和霰彈槍的安裝配件而十分受歡迎。 
1985年，Bindon將公司重组为Trijicon，並開始生產手槍的夜間瞄具。1987年，Trijicon發佈了其最著名的產品——TA01 4x32先進戰鬥光學瞄準鏡（ACOG）。

## 爭議
2010年1月18日，ABC新聞報導Trijicon在出售予美軍的ACOG側面刻上了聖經經文。此舉遭到法律和宗教組織反對，Trijicon隨後亦停止了該行為，並向客户提供移除經文刻印的工具組。 